# 福村芳一
福村 芳一（ふくむら よしかず、1946年 - ）は、日本の指揮者。

## 経歴
1946年、東京都生まれ。桐朋学園高校音楽科、およびローマのサンタ・チェチーリア国立アカデミアに学ぶ。指揮法を岩城宏之、フランコ・フェラーラ、作曲をヤコボ・ナポリ、ピアノを本荘玲子 に師事する。
藤原歌劇団副指揮者、京都市交響楽団副指揮者を経て、1967年、京都市交響楽団118回定期演奏会を指揮して楽壇にデビューする（プログラムはチャイコフスキーの交響曲第4番など）。以後、東京を始めとする日本各地の主要オーケストラに招かれ、客演指揮活動をする。
1970年以降、京都市交響楽団首席指揮者、名古屋フィルハーモニー交響楽団常任指揮者、仙台フィルハーモニー管弦楽団常任指揮者、NHK『世界の音楽』レギュラー指揮者、東京シティ・バレエ団指揮者などを務める。
1976年、第2回ジョン・プレイヤー国際指揮者コンクール（イギリス）にて第2位に入賞、併せてジョン・プレーヤー特別賞を受賞する。その後、ボーンマス交響楽団とのイギリス各地での公演を皮切りに、BBC交響楽団、ロイヤル・フィルハーモニー管弦楽団、ボーンマス・シンフォニエッタ、サンタ・チェチーリア国立アカデミー管弦楽団、イタリア放送交響楽団、シチリア交響楽団、ハンガリー放送交響楽団、ブダペスト・ドホナーニ交響楽団、ベネズエラ国立交響楽団、コロンビア国立交響楽団、コスタリカ国立交響楽団、キューバ国立交響楽団、香港フィルハーモニー管弦楽団、KBS交響楽団、シンガポール交響楽団、フィリピン・フィルハーモニー管弦楽団、北京中央交響楽団、上海交響楽団などに招かれ、同時に日本国内の主要オーケストラへの客演、テレビ朝日『題名のない音楽会』、TBS『オーケストラがやって来た』を始めとするテレビ、ラジオへのレギュラー出演など、国内外での演奏活動を精力的に行う。
1987年、アジア最古のオーケストラとして伝統を誇る上海交響楽団の首席客演指揮者に就任し、北京国際芸術祭、香港アジア国際音楽祭、マカオ音楽祭、中国各地でのコンサートおよびレコーディング活動を行い、1989年10月には同楽団を率いて初の日本公演を行い、高い評価を受ける。
1990年以降、ベトナム政府の要請によりベトナム国立交響楽団の再建・育成を手掛ける。この指導に奮闘する様子は1993年フジテレビで特集番組として取り上げられ、反響を呼んだ。
その傍ら、キューバ国立交響楽団およびチリ国立交響楽団の首席客演指揮者を兼任し、サンパウロ市立歌劇場管弦楽団、メキシコ・フィルハーモニー、アルゼンチン国立交響楽団、ブエノスアイレス・フィルハーモニー、メンドーサ州立交響楽団、ウルグアイ国立SODRE交響楽団、モンテヴィデオ・フィルハーモニー（ウルグアイ）、ボゴタ・フィルハーモニー（コロンビア）、シモン・ボリーバル交響楽団（ベネズエラ）、プエルトリコ交響楽団、エクアドル国立交響楽団、ペルー国立交響楽団、パナマ国立交響楽団、グアテマラ国立交響楽団、アスンシオン市立管弦楽団（パラグアイ）、ホンジュラス国立交響楽団、台湾国立交響楽団、香港フィルハーモニー管弦楽団、ソウル・フィルハーモニック、インド・カルカッタ・ファンデーション管弦楽団、ニューデリー交響楽団など、アジア、ラテンアメリカのほぼ全域にわたる演奏活動を展開する。
1995年にキューバ政府より、また1998年にはベトナム政府より、それぞれの国立交響楽団の長年にわたる育成、貢献により“文化功労勲章”を授与される。
2000年9月、ベトナム国立交響楽団を率いて北京、上海を始め中国各地での演奏旅行を行い、大成功を収める。また同年11月にはタイのバンコクに於いて、アジア諸国から選定された演奏家90名のオーケストラ（Pan Asian Philharmonic Orchestra）を組織し、SONY-Thaiのスポンサーによりコンサートを実現し、2006年まで毎年多くのコンサートを開催する。
これまで、キューバ国立交響楽団首席名誉指揮者、およびベトナム国立ホーチミン市音楽院管弦楽団の音楽監督を務め、毎年ハバナとホーチミン市をそれぞれ訪問し、音楽指導および多くのソリストを招いてコンサートを行ってきた。
2010年10月末にはハノイで開催された第17回ASEANサミットで、ASEAN加盟10カ国の音楽家で編成されたASEAN交響楽団（Asean Symphony Orchestra）の初代首席指揮者に就任し、日本財団の助成によりASEANサミットに華を添える初のクラシック・コンサートをハノイ市とホーチミン市で計3回行い、大きな話題となった。
2011年9月、キューバ国立交響楽団のハバナでのコンサートに、ニューヨークから五嶋龍（ヴァイオリン奏者）、若尾圭介（ボストン交響楽団準首席オーボエ奏者）を招き、在キューバ日本大使館の後援のもと、“東日本大震災追悼コンサート”を開催した。同年10月上旬には、プノンペンで開催された“カンボジア盲人協会支援チャリティ・コンサート”に五嶋龍を独奏者に招き、カンボジア人演奏家を加えたASEAN交響楽団のメンバーと共に、カンボジア内戦後初の本格的なシンフォニー・コンサートを開催した。
2016年5月より、フィリピン・フィルハーモニー管弦楽団の音楽監督・首席指揮者を務めた。